# Archie Bell and The Drells
Archie Bell and The Drells was een zanggroep uit Houston, Texas en een van de hoofdacts van Kenneth Gamble en Leon Huffs Philadelphia International Records. De groep had hits als "Tighten Up", "I Can't Stop Dancing", "Girl You're Too Young", "Here I Go Again", Soul City Walk" en "Everybody Have A Good Time".
Archie Bell verhuisde in 1966 naar Houston en vormde daar met zijn vrienden een band. In 1967 namen ze een aantal nummers op, maar toen moest Archie Bell meevechten in de oorlog in Vietnam.

## Discografie
- 1968: Tighten Up
- 1968: I Can't Stop Dancing
- 1969: There's Gonna Be a Showdown
- 1976: Dance Your Troubles Away
- 1976: Where Will You Go When the Party's Over?
- 1977: Hard Not to Like It
- 1979: Strategy